# Akpınar (Kırşehir)
Akpınar ist eine Stadt und Hauptort des gleichnamigen Landkreises in der türkischen Provinz Kırşehir in Zentralanatolien.
Der Ort liegt etwa 40 Kilometer nördlich der Provinzhauptstadt Kırşehir.

## Geographie
Der Landkreis liegt im Nordwesten der Provinz. Er grenzt im Nordosten an den Kreis Akçakent, im Südosten an den zentralen Landkreis, im Südwesten an den Kreis Kaman und im Nordwesten an die Provinz Kırıkkale. Durch den Kreis und die Stadt verläuft die Fernstraße D 765, die İnebolu am Schwarzen Meer über die Hauptstadt Ankara mit Kirşehir verbindet und weiter nach Nevşehir und Niğde führt. Von Osten kommend durchfließt der Manahöz Deresi den Landkreis. Er wird etwa 13 Kilometer nördlich der Kreisstadt zu Stausee Karaova Barajı aufgestaut und mündet in den Kılıçözü Çayı, der im Nordwesten etwa parallel zur Provinzgrenze verläuft.
Der Landkreis wurde 1987 vom nordöstlichen Teil des Kreises Kaman abgespalten und war bis dahin ein eigener Bucak dort. Zur letzten Volkszählung vor der Gebietsänderung (1985) zählte dieser Bucak 13.694 Einwohner. Davon entfielen auf den Hauptort (Bucak Merkezi) 2.661 Einwohner.
Ende 2018 bestand der Kreis neben der Kreisstadt (37 % der Kreisbevölkerung) aus 26 Dörfern (Köy) mit durchschnittlich 189 Bewohnern. Die Skala der Einwohnerzahlen reichte von 557 (Köşker) bis 13 (Çelebiuşağı). Wobei Çelebiuşağı zusammen mit Yağmurlu Sarıuşağı (Kreis Kaman) als das kleinste Dorf der Provinz galt. Die Bevölkerungsdichte (13,4) ist bedeutend niedriger als die der Provinz (von 36,7 Einw. je km²).

## Geschichte
Der Ort geht auf die Niederlassung zweier Nomadenstämme (Yörük) zurück. Nach dem großen Erdbeben, das 1938 die Region erschütterte, wurde das Verwaltungszentrum des örtlichen Bucak 1939 wegen der großen Schäden im damaligen Zentrum Köşker in das Dorf Akpınar verlegt, das 1959 den Status einer Gemeinde (Belediye) erlangte. Der Umstand, dass die Fernstraße D765 von Ankara nach Kayseri durch Akpınar gelegt wurde, und der Ausbau dieser Straße führte zu weiterem Bevölkerungswachstum und weiterer Entwicklung des Ortes.